# Maria Stader
Maria Stader   (Budapest, 5 de novembre de 1911 - Zúric, 27 d'abril de 1999) va ser una soprano lírica suïssa d'origen hongarès, coneguda especialment per les seves interpretacions de Mozart.
Maria Stader va néixer com a Maria Molnár. El cognom Stader és el de la família suïssa que va adoptar-la en quedar ella òrfena després de la Primera Guerra Mundial. El pare adoptiu era Hans Stader, pescador de Romanshorn, al llac de Constança, on també hi ha el camí commemoratiu Maria-Stader.
Els seus primers estudis de cant va fer-los a Sankt Gallen, amb Matilde Baerbach-Keller, i més endavant va anar a Alemanya per estudiar amb Hans Keller, pare de la seva primera professora. Va estudiar també amb Ilona Durigo a Zuric, amb Lombardi, a Milà, i amb Teresa Schnabel, a Nova York.
El 1939, Stader es va casar amb Hans Erismann, director musical de Weinfelden i més tard el director coral de l'Òpera de Zuric. A través del marit de la seva professora vocal, Mathilde Bärlocher, va conèixer Stefi Geyer i el seu marit. La mateixa Geyer va néixer a Budapest i s'havia traslladat a Zuric el 1920; després es va convertir en una defensora continuada de la carrera de Stader. Una altra natural de Budapest, Ilona Durigo, es va convertir en la seva professora vocal el 1935 a Zuric i la va presentar a Hermann i Lily Reiff (alumna de Franz Liszt). La casa dels Reiffs era el lloc de trobada freqüent d'Adolf Busch i el seu germà Hermann Busch, Thomas Mann i tot el conjunt de l'Òpera de Zuric i el teatre de Zuric. Fritz Busch va organitzar que Stader anés a l'escola Schnabel de a Tremezzo, dirigida per l'esposa d'Artur Schnabel, uns anys després. Des de 1938, Stader va rebre formació de Giannina Arangi-Lombardi a Milà.
Stader era una amiga íntima del polític suís Walther Bringolf, així com de nombrosos músics, especialment la pianista Clara Haskil i el director hongarès Ferenc Fricsay (amb qui es va conèixer a través de Rolf Liebermann). També va ser amiga del director de cinema francès, Emil-Edwin Reinert i va cursar correspondència amb Albert Schweitzer.
Stader va assolir la fama per les seves interpretacions de Mozart i les seves col·laboracions amb el director d'orquestra Ferenc Fricsay en obres com Don Giovanni, Le nozze di Figaro, Die Entführung aus dem Serail (El rapte del serrall), dues versions (1954 i 1960) de "Exsultate, jubilate" i "La Gran Missa", així com el Rèquiem de Verdi. Ella va guanyar el Concurs Internacional de Música de Ginebra, el 1939, però tot i que "semblava apte per l'estelada important... la seva carrera es va retardar per l'esclat de la Segona Guerra Mundial", segons Opera News. Més tard en la seva carrera, Stader va adquirir una reputació com a destacat intèrpret de Bach, sobretot amb Karl Richter i Ferenc Fricsay. Va gravar el Rèquiem d'Antonín Dvořák amb Karel Ančerl, i l'òpera Fidelio de Beethoven (com a Marzelline) amb Hans Knappertsbusch.
Stader va ser molt lloat per la seva fina, si no molt poderosa, veu. Gairebé sempre feia funcions d'òpera a l'estudi de gravació i rara vegada, si alguna vegada, als escenaris a causa de la seva petita estatura: feia uns 1,44 metres d'alçada. Ella preferia el repertori del concert, però, "fins i tot en el concert, sovint havia de posar-se en una plataforma o caixa per ser vista adequadament per l'audiència", segons Opera News. Això també va permetre a Stader evitar la tensió que experimentaven molts cantants d'òpera, i preservar la seva fresca i delicada veu sonora fins ben entrats els anys seixanta. Ella va pujar al podi del concert per última vegada al "Philharmonic Hall" de Nova York, al Rèquiem de Mozart el 7 de desembre de 1969, encara en estat de vocació sòlida.
Les seves gires de concerts la van portar arreu del món. A més d'Europa i Amèrica, va cantar al Japó, Sud-àfrica i Amèrica del Sud. Stader va cantar en diversos festivals, entre els quals el Salzburg Festival, el Lucerne Festival, el Festival de Prades i el Aspen Music Festival. Va cantar sota el lideratge de molts coneguts directors com ara Eugen Jochum, Josef Krips, Eugene, George Szell, Carl Schuricht, Rafael Kubelík, Bruno Walter, Hermann Scherchen, Otto Klemperer, Ernest Ansermet i Dean Dixon. Fins al 1951, va impartir classes al Conservatori de Zuric (fusionat el 1999 a l'Escola de Música, Drama i Dansa (HMT)), la qual es va fusionar el 2007 a la Universitat de les Arts de Zuric (ZHdK) i, després, hi va fer classes magistrals 

## Premis
- 1939 - Primer lloc, Concurs internacional de música de Ginebra
- 1950 - Medalla Lilli Lehmann, Fundació Internacional Mozarteum
- 1956 - Medalla de Mozart de Plata de la International Mozarteum Foundation
- 1964 - Medalla Hans Georg Nägeli de l'Ajuntament de Zuric